# Florida Panthers
Florida Panthers é um time de hóquei no gelo baseado na cidade de Sunrise, Flórida, que disputa a NHL. O time está inserido na Divisão do Atlântico na Conferência Leste.

## História
O time foi fundado em 1993, e inicialmente jogava na Miami Arena em Miami, Flórida, sendo desde 1998 sediado no Amerant Bank Arena na cidade de Sunrise, na Região Metropolitana de Miami. Seu nome é homenagem à pantera-da-flórida, um grande felino ameaçado da região. O time não teve muito sucesso, com apenas cinco visitas aos playoffs em 23 anos (antes da temporada 2011-12, a última vez tinha sido em 2000). A temporada mais bem sucedida foi 1995-96, o chamado "ano do rato" (inspirado pelo jogador Scott Mellanby matar um rato no vestiário dos Panthers antes de marcar dois gols no jogo de estreia da temporada - e por coincidência, 1996 era rato no horóscopo chinês), na qual os Panthers alcançaram as finais da Copa Stanley, perdendo para o Colorado Avalanche. Em 2011-12 venceram a Divisão Sudeste pela primeira vez, mas foram eliminados na primeira rodada dos playoffs pelo New Jersey Devils. Em 2015-16, venceram a Divisão do Atlântico, garantindo pós-temporada contra o New York Islanders, novamente caindo na primeira rodada. Em 2021-22 venceram o Troféu dos Presidentes como melhor temporada regular, 58 vitórias, e venceram uma rodada da pós-temporada pela primeira vez desde 1996 ao bater o Washington Capitals, para em seguida cair para o rival do mesmo estado Tampa Bay Lightning. Em 2022-23 os Panthers só selaram sua vaga nos playoffs na última rodada, para então dominar a conferência leste, batendo o Boston Bruins que tinha sido recordista de vitórias, o Toronto Maple Leafs e o Carolina Hurricanes para alcançar sua segunda final da Copa Stanley, onde perderam para o Vegas Golden Knights. A equipe voltou para a final no ano seguinte, onde abriu 3x0 contra o Edmonton Oilers, perdeu os três jogos seguintes, mas então venceu o jogo 7 em casa para ganhar seu primeiro título.